# Isla Dawn
Courtney Stewart (* 2. Februar 1994 in Glasgow, Schottland) ist eine schottische Wrestlerin. Sie steht derzeit bei der WWE unter Vertrag und tritt regelmäßig in deren Show SmackDown auf. Ihr bislang größter Erfolg ist der Erhalt der WWE Women’s Tag Team Championship.

## Wrestling-Karriere

### Independent-Ligen (seit 2013)
Stewart gab ihr Debüt am 21. Dezember 2013 bei Scottish Wrestling Alliance, unter dem Ringnamen Courtney. Ihr Debüt-Match gegen Nikki Storm gewann sie. Nach dem ersten Sieg begann sie, für diverse andere unabhängige Promotions anzutreten, unter anderem für Fierce Females, Insane Championship Wrestling und International Pro Wrestling United Kingdom. Einen Titel konnte sie jedoch in dieser Zeit nie erringen.

### World Wrestling Entertainment (seit 2018)
Am 18. Juni 2018 gab sie ihr Debüt für die WWE und gewann ein Triple Threat Match gegen Toni Storm und Killer Kelly. 2018 nahm sie noch am Mae Young Classic teil, jedoch wurde sie in der ersten Runde von Nicole Matthews besiegt. Am 25. August 2018 nahm sie an einem NXT UK Women’s Championship Tournament teil, hier verlor sie gegen Toni Storm. Am 20. Juli 2019 verlor sie gegen Nina Samuels. Am 17. Januar 2020 bekam sie ein Rückkampf gegen Samuels, diesen konnte sie gewinnen. Sie begann eine Fehde mit Alba Fyre, welche sie gewann. Am 31. Januar 2023 verbündete sie sich mit Fyre. Am 1. April 2023 gewannen sie bei NXT Stand & Deliver (2023) die NXT Women’s Tag Team Championship, hierfür besiegten sie Fallon Henley und Kiana James.
Am 28. April 2023 wurde sie zu SmackDown gedraftet. Die Regentschaft hielt 83 Tage, sie verloren die Titel am 23. Juni 2023 an Ronda Rousey und Shayna Baszler in einem Title Unification Match.

## Titel und Auszeichnungen
- World Wrestling Entertainment
  - NXT Women’s Tag Team Championship (1×) mit Alba Fyre